# R Leonis Minoris
Désignations
R Leonis Minoris  (R LMi) est une étoile variable de type Mira de la constellation du Petit Lion. Sa magnitude apparente varie entre 6,3 et 13,2, et son type spectral passe de M6.5e à M9.0e (Tc:), le tout selon une période de 372 jours.